# Abnormal
Abnormal é o sétimo álbum de estúdio do artista Ron "Bumblefoot" Thal, lançado em julho de 2008. Este é o único álbum solo de Thal lançado enquanto ele era membro da banda Guns N' Roses.
Thal descreveu Abnormal como "uma continuação de um conto muito pessoal. Se Normal foi o primeiro capítulo, então Abnormal é o segundo capítulo do mesmo livro. É uma história de como a minha vida foi três anos após Normal, após sair em turnê com Guns N' Roses e [tudo mais]". As músicas "Abnormal", "Glad to Be Here" e "Objectify" foram apresentadas por Thal como momentos solo nos shows do Guns N' Roses. "Objectify" foi destaque como solo de Thal em Appetite for Democracy 3D. Thal mencionou que "Green" é uma das suas músicas favoritas que ele já escreveu.

## Lista de músicas
| N.º            | Título               | Duração |  |
| 1.             | "Abnormal"           |         |  |
| 2.             | "Glad To Be Here"    |         |  |
| 3.             | "Objectify"          |         |  |
| 4.             | "Some Other Guy"     |         |  |
| 5.             | "Jenny B"            |         |  |
| 6.             | "Last Time"          |         |  |
| 7.             | "Simple Days"        |         |  |
| 8.             | "Conspiracy"         |         |  |
| 9.             | "Piranha"            |         |  |
| 10.            | "Guitars Still Suck" |         |  |
| 11.            | "Green"              |         |  |
| 12.            | "Spaghetti"          |         |  |
| 13.            | "Misery"             |         |  |
| 14.            | "Redeye"             |         |  |
| 15.            | "The Day After"      |         |  |
| 16.            | "Dash"               |         |  |
| Duração total: | Duração total:       | 52:10   |  |

## Créditos
- Ron "Bumblefoot" Thal - guitarra, voz
- Dennis Leeflang - bateria
- Mike McVicker - tuba
- Espadachim, Dennis Leeflang, Brian Larkin, Natalie Kikkenborg, Erin Bailey - vocais de apoio